# Dísia

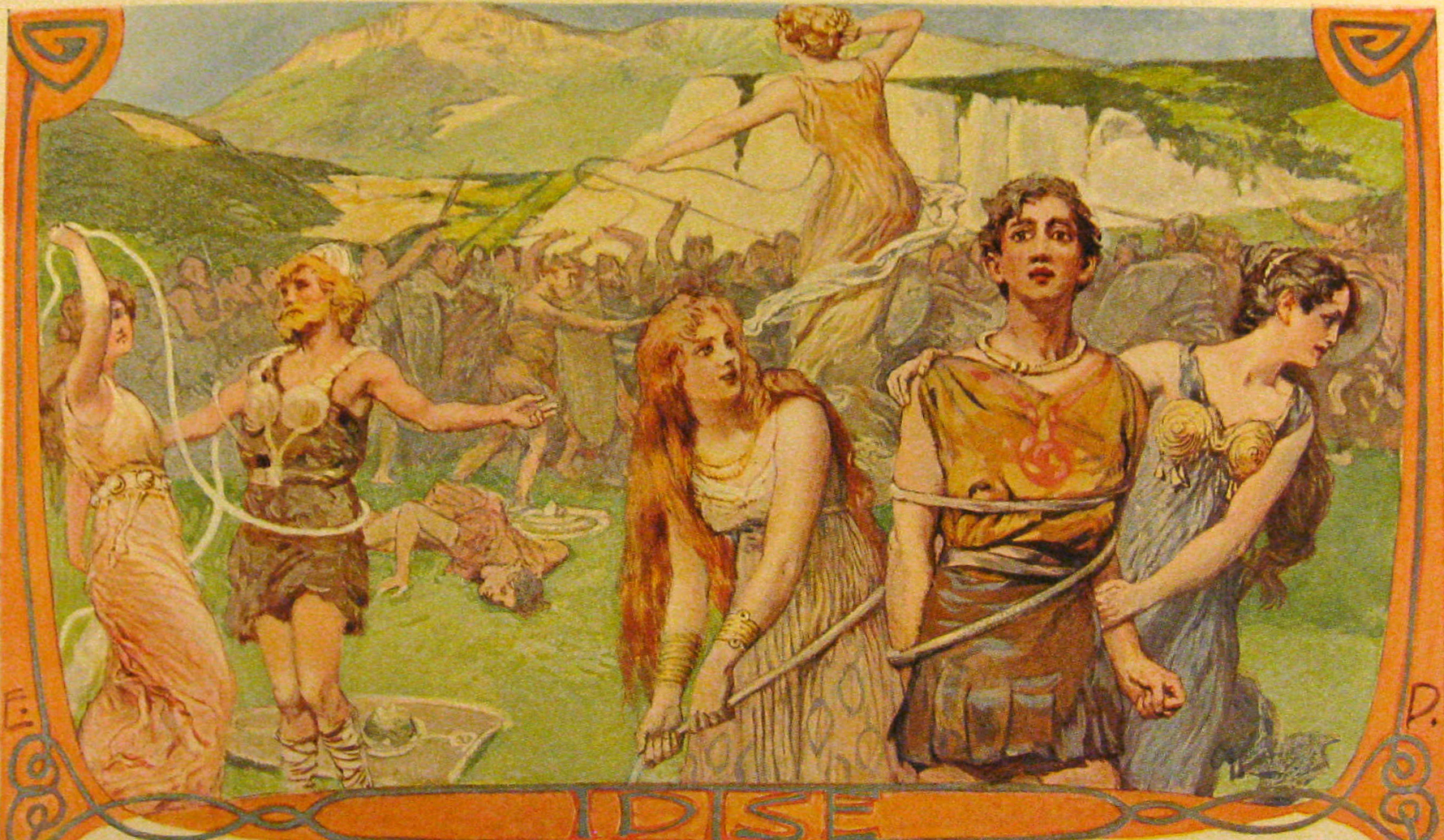
Dísies

En la mitologia nòrdica, una dísia o dis (en norrè dís; en plural, dísir) és un fantasma, esperit o deïtat associada amb el destí o Wyrd, qui pot ser tan benevolent i antagònica cap al poble mortal. Les dísies (o dísir) poden actuar com a esperits protectors d'un clan escandinau o Ætt. La seva funció original era probablement la de deesses de la fertilitat, que eren l'objecte dels cultes privats i públics anomenats disablots.